# Iurie Florea
Iurie Florea (n. 13 iunie 1963) este un dirijor al Operei Naționale din București. În prezent ocupă și funcția de director artistic al Operei Naționale din București.

## Biografie
- 1986 – Absolvent al Conservatorului de Stat „Gavriil Muzicescu” din Chișinau, Republica Moldova (clasa de dirijat simfonic și operă și dirijat coral); Bursier al Conservatorului „Rimski-Korsakov'” din Sankt Petersburg, Rusia.
- 1989-1996 – dirijor al Operei Naționale Chișinău
- 1990-1992 – studii post-universitare la Academia de Muzică din București, clasa renumitului profesor Constantin Bugeanu
- 1992-1993 – dirijor al Operei din Constanta.
- 1993-1996 – director artistic al Operei Naționale Chișinău
- Din 1996 – dirijor al Operei Naționale București.
- Din stagiunea 2007-2008 – director artistic al Operei Naționale București

## Premii
- Premiul național „Ionel Perlea”
- 1992 - Premiul I la Concursuri Naționale de dirijat: Sinaia, Constanta
- 2008 - Premiul „David Ohanesian” al Forumului Muzical Român

## Repertoriu

### Opere
- Giuseppe Verdi
  - Aida
  - Bal mascat
  - Forta destinului
  - Macbeth
  - Nabucco
  - Rigoletto
  - Traviata
  - Trubadurul

- Giacomo Puccini
  - Boema
  - Tosca

- Wolfgang Amadeus Mozart
  - Răpirea din Serai

- Gaetano Donizetti
  - Elixirul dragostei
  - Lucia di Lammermoor

- Gioachino Rossini
  - Bărbierul din Sevilla

- Camille Saint-Saëns
  - Samson și Dalila

- Georges Bizet
  - Carmen
  - Pescuitorii de perle

- Giovanni Battista Pergolesi
  - Livietta si pungasul

- Georg Philipp Telemann
  - Pimpinone

- Piotr Ilici Ceaikovski
  - Evgheni Oneghin
  - Iolanta

- Johann Strauss
  - Liliacul

- Engelbert Humperdinck
  - Hänsel și Gretel

- Paul Constantinescu
  - O noapte furtunoasa;

### Balete
- Adolphe Charles Adam
  - Giselle

- Léo Delibes
  - Coppélia

- Piotr Ilici Ceaikovski
  - Frumoasa din pădurea adormită
  - Lacul lebedelor
  - Spărgătorul de nuci

- Serghei Prokofiev
  - Romeo și Julieta

- Aram Irici Haciaturian
  - Cipollino

- Mihail Jora
  - La piață

### Lucrari vocal-simfonice
- Carl Orff
  - Carmina Burana

- Dmitri Șostakovici
  - Execuția lui Stephan Razin

- Ludwig van Beethoven
  - Simfonia a 9-a

- Wolfgang Amadeus Mozart, Giuseppe Verdi, Luigi Cherubini, Gabriel Fauré
  - requiem-uri

## Turnee
- Belgia
- Bielorusia
- Bulgaria
- Coreea de Sud
- Estonia
- Franta
- Italia
- Lituania
- Portugalia
- Rusia
- Spania
- Ucraina